# Aegialomys
Aegialomys é um gênero de roedor da família Cricetidae. Ocorre na região costeira e montanhas do oeste do Equador e Peru, e também nas Ilhas Galápagos. Musser e Carleton (2005) incluíram as duas espécies no gênero Oryzomys, entretanto, estudos cladísticos demonstraram uma maior relação das espécies com os gêneros Nectomys e Sigmodontomys.

## Espécies
- Aegialomys galapagoensis (Waterhouse, 1839)
- Aegialomys xanthaeolus (Thomas, 1894)